# Omulew

Omulew ( tysk: 'Omulef' ) er en højre biflod til Narew i Polen.

## Geografi
Floden har sit udspring syd for Jezioro Koniuszyńskie nordøst for Nidzica (Neidenburg) i voivodskabet Ermland-Masurien, løber gennem Jezioro Omulew, løber derefter i øst-sydøstlig retning mod landsbyen Wielbark (Willenberg), danner grænsen til vojvodskabet Masovien på en kort strækning. Den fortsætter med at løbe i sydøstlig retning gennem Baranowo og til Ostrołęka, hvor efter 114 km løber ud i Narew. Dens afvandingsområde er 2.053 km².